# Comportamento de fuga
Comportamento de fuga ou reacção de fuga é uma possível reacção em resposta a estímulos indicadores de perigo, que dá origem ao movimento de fuga de um animal. Nos casos de reacções reflexas, o comportamento de fuga pode também ser chamado reflexo de fuga.
O estudo dos comportamentos de fuga tem várias aplicações práticas: criação de peixes, concepção de repelente de insectos, prevenção de colisões entre aves e aeronaves, etc..

## Exemplos
- Movimento de fuga

Animação mostrando movimento de fuga do krill.

  - Comportamento de fuga caridóide do krill
- Ocultação (abrigo, camuflagem)
- Imobilização
- Um comportamento de fuga bem conhecido das lulas é a ejecção de tinta.
- Os camarões podem ejectar material bioluminescente.
- Em alguns animais o comportamento de fuga inclui o esvaziamento do intestino.